# Gallery Itsutsuji
Gallery Itsutsuji est une galerie d'art contemporain fondée en 1990 par Michiyasu Itsutsuji.

## Historique

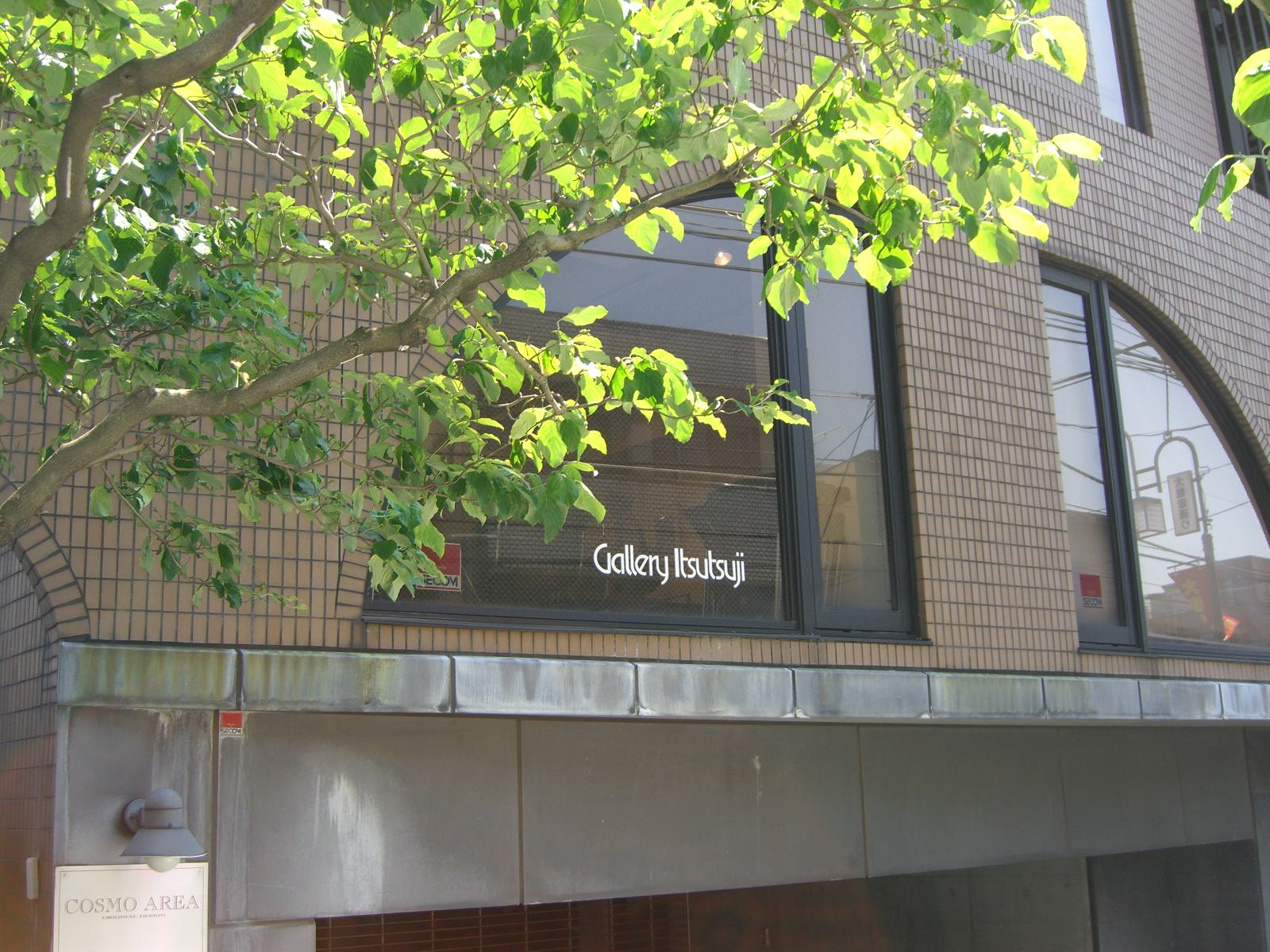

Gallery Itsutsuji est l'héritière de la tradition de la Fuji Television Gallery créée par Fuji-TV.
Fuji Television Gallery a joué un rôle essentiel pour l'introduction de l'art visuel contemporain au Japon. De nombreux artistes contemporains français ont été introduits par son intermédiaire. Parmi eux Pierre Buraglio, Louis Cane, Daniel Dezeuze, Christian Jaccard, Jean Le Gac, Jean-Michel Meurice, Jean-Pierre Pincemin, François Rouan, Gérard Titus-Carmel, et Claude Viallat .
La galerie Itsutsuji représente à ce jour les artistes suivants : Ay-O, Guillaume Bottazzi, Pierre Buraglio, Louis Cane, Simon Hantaï, Jean-Michel Meurice, Tetsuya Noda, Pierre Soulages, Katsue Sukenari, Gérard Titus-Carmel et Claude Viallat.

## Publications
- Bottazzi

Auteur : Gallery Itsutsuji
Éditeur : Tokyo : Gallery Itsutsuji, 2006.
Langues anglaise et japonaise.
- Katsue Sukenari, Hide into the Mozono

Auteur : Gallery Itsutsuji
Éditeur : Tokyo : Gallery Itsutsuji, 2006.
- Roland Flexner

Auteur : Gallery Itsutsuji
Éditeur : Tokyo : Gallery Itsutsuji, 2005.
Langues anglaise et japonaise.
Langue japonaise.
- Ay-O in New York 1961-1964

Auteur : Gallery Itsutsuji
Éditeur : Tokyo : Gallery Itsutsuji, 2005.
Langue japonaise.
- Katsue Sukenari

Auteur : Gallery Itsutsuji
Éditeur : Tokyo : Gallery Itsutsuji, 2004.
Langue japonaise.
- Bernard Piffaretti

Auteur : Gallery Itsutsuji
Éditeur : Tokyo : Gallery Itsutsuji, 2002.
Langues française et japonaise.
- Pierre Buraglio, papier

Auteur : Gallery Itsutsuji
Éditeur : Tokyo : Gallery Itsutsuji, 2000.
Langue japonaise.
- Ay-O, Object Mandala

Auteur : Gallery Itsutsuji
Éditeur : Tokyo : Gallery Itsutsuji, 2001.
Langue japonaise.
- Yves Klein, comme s'il n'était pas mort : Gallery Itsutsuji

Exposition de photos de Pierre Descargues
Auteurs : Michiyasu Itsutsuji et Terhi Genévrier-Tausti
Éditeur : Tokyo : Gallery Itsutsuji, 1997
Langue japonaise.
- Ay-O

Auteur : Gallery Itsutsuji
Éditeur : Tokyo : Gallery Itsutsuji, 1996.
Langue japonaise.
- Claude Viallat : Objets 1973-93

Auteur : Gallery Itsutsuji - Coauteur : Toshiaki Minemura
Éditeur : Tokyo : Gallery Itsutsuji, 1994.
Langue japonaise.
Traduction en langue française disponible en six feuillets. 
- Exposition Art contemporain en France

Auteur : Gallery Itsutsuji
Éditeur : Tokyo : Gallery Itsutsuji, 1993
Artistes : Pierre Buraglio, Jean-Pierre Raynaud, Jean-Pierre Pincemin, Jean-Michel Meurice, Jean Le Gac, Christian Jaccard, Daniel Dezeuze, Louis Cane, François Rouan, Gérard Titus-Carmel.
- Pierre Buraglio

Auteur : Gallery Itsutsuji - Coauteur : Toshikuni Maeno 
Éditeur : Tokyo : Gallery Itsutsuji, 1992. 
Langues française et japonaise.
- Claude Viallat

Auteur : Gallery Itsutsuji
Éditeur : Tokyo : Gallery Itsutsuji, 1992.
Langue japonaise.
- Jean-Michel Meurice

Auteur : Gallery Itsutsuji
Éditeur : Gallery Itsutsuji, 1991.
Langue japonaise.
- Gérard Titus-Carmel - Extraits et fragments des saisons 1989/1990

Préface : Hisao Matsuura
Éditeur : Gallery Itsutsuji, 1991.
Langues française et japonaise.